# Walther Kienast
Walther Kienast (* 31. Dezember 1896 in Berlin; † 17. Mai 1985 in Frankfurt am Main) war ein deutscher Historiker. Er befasste sich vor allem mit der mittelalterlichen Geschichte Mittel- und Westeuropas sowie mit der vergleichenden Verfassungsgeschichte.

Walther Kienast, Sohn eines evangelischen Kaufmanns, war ab 1905 in Berlin zum Realgymnasium gegangen, bevor er 1918 an der Friedrich-Wilhelms-Universität zu Berlin ein Studium der Geschichte und Klassischen Philologie aufnahm. Die Promotion erreichte er, betreut von seinem wichtigsten akademischen Lehrer Dietrich Schäfer, 1923 mit der Arbeit Die deutschen Fürsten im Dienste der Westmächte bis zum Tode Philipps des Schönen. Ab 1925 war er im Archivdienst tätig und bereitete seine Habilitation unter dem Titel Die Anfänge des europäischen Staatensystems im Mittelalter vor, die er 1933 bei Robert Holtzmann abschloss.
Seitdem war Kienast, der zum 1. Mai 1933 in die NSDAP eingetreten war (Mitgliedsnummer 2.587.376), zunächst Privatdozent, später wissenschaftlicher Assistent an der Berliner Universität, von 1935 bis 1943 auch Mitherausgeber der Historischen Zeitschrift (HZ). Von 1939 bis 1945 war er ordentlicher Professor für Mittlere Geschichte an der Universität Graz. Dort wurde er 1945 als Nichtösterreicher und wegen der noch nicht erfolgten Entnazifizierung als „politisch belastet“ entlassen.
Erfolgreich entnazifiziert, konnte Kienast ab 1947 erneut für die 1949 erstmals wieder erscheinende Historische Zeitschrift tätig werden. Bis 1968 war der zunächst nicht als ordentlicher Professor einsetzbare Kienast Mitherausgeber der HZ und verantwortlich für den Rezensionsteil, außerdem Herausgeber der HZ-Sonderhefte 1 bis 6 (1962 bis 1978).
Daneben erhielt Kienast 1948 einen Lehrauftrag an der Universität Frankfurt am Main. 1953 wurde er Dozent an der Technischen Hochschule Darmstadt. Im selben Jahr folgte die Ernennung zum außerordentlichen Professor in Frankfurt. 1954 wurde er dort zum persönlichen Ordinarius ernannt, von 1960 bis zur Emeritierung 1962 war er Inhaber eines Frankfurter Lehrstuhls für Mittlere und Neuere Geschichte sowie Historische Hilfswissenschaften.
Seit 1956 war Kienast Mitglied der International Commission for the History of Representation and Parliamentarial Institutions. 1976 wurde er zum korrespondierenden Mitglied der British Academy gewählt. Er war verheiratet und hatte ein Kind.

## Schriften
- Die deutschen Fürsten im Dienste der Westmächte bis zum Tode Philipps des Schönen von Frankreich. 2 Bände, Leipzig 1924; München 1931.
- Deutschland und Frankreich in der Kaiserzeit 900–1270. Leipzig 1943; 2. Auflage, 3 Bände, Stuttgart 1974–1975, ISBN 3-7772-7427-5.
- Untertaneneid und Treuvorbehalt in Frankreich und England. Studien zur vergleichenden Verfassungsgeschichte des Mittelalters. Weimar 1952.
- Der Herzogstitel in Frankreich und Deutschland (9. bis 12. Jahrhundert); mit Listen der ältesten deutschen Herzogsurkunden. München u. a. 1968.
- Die fränkische Vasallität von den Hausmeiern bis zu Ludwig dem Kind und Karl dem Einfältigen. Hrsg. von Peter Herde. Frankfurt am Main 1990, ISBN 3-465-01847-8.